# Забашта Ілля Федосійович
Ілля́ Федосі́йович Заба́шта (15 вересня 1908, Омськ — 20 травня 1954, Харків) — український художник.

## Біографічні відомості
Закінчив робітничий факультет при Харківському художньому інституті (1928—1933) та Харківський художній інститут (1933—1934; 1937—1941; 1945—1947), де навчався у Семена Прохорова, Олексія Кокеля.
Член Харківської організації Спілки художників України з 1947 року. Учасник виставок від 1950 року. Викладав у школі Наркомату внутрішніх справ (1934—1939).